# Victor Moore

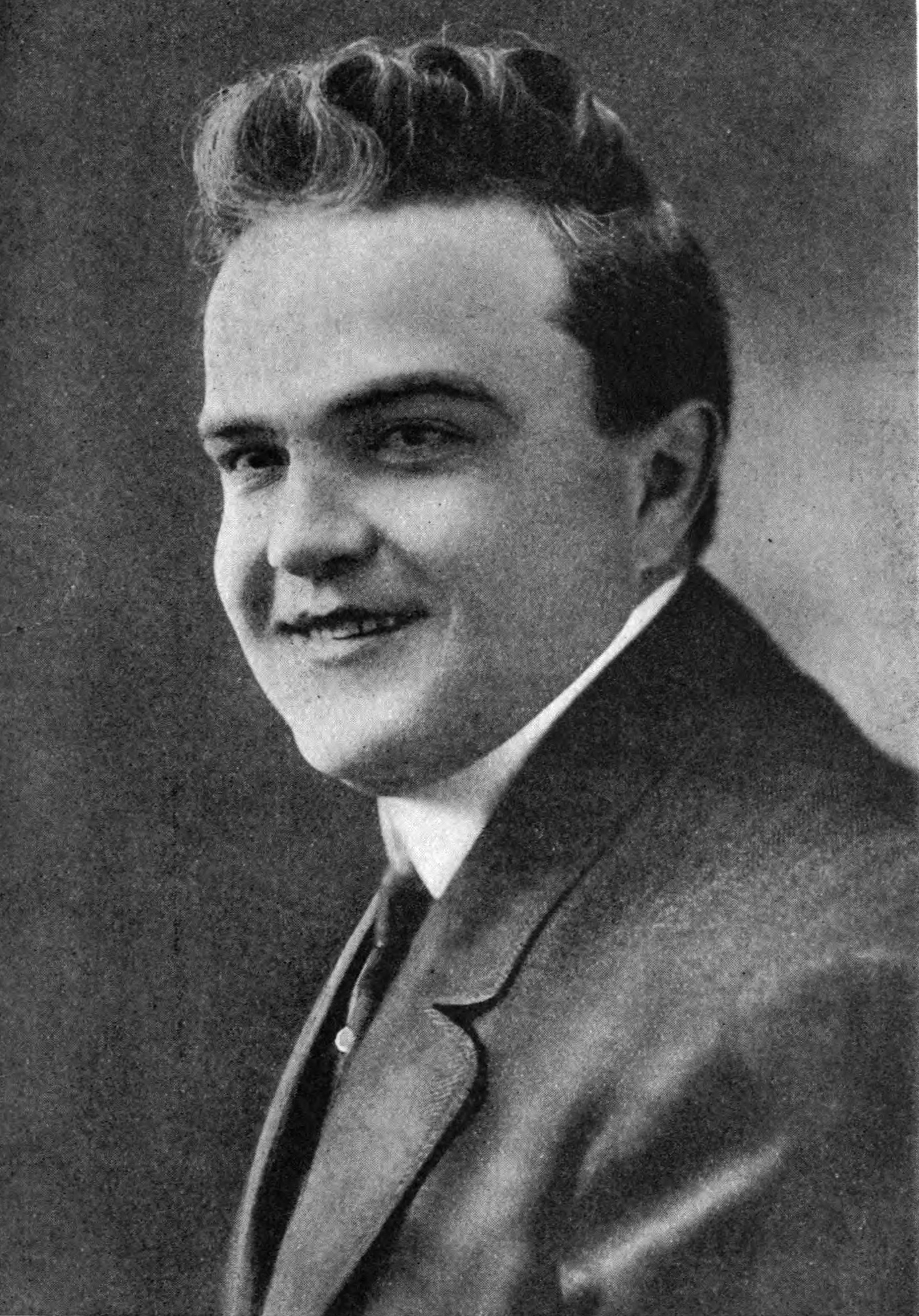
Victor Moore (1908)

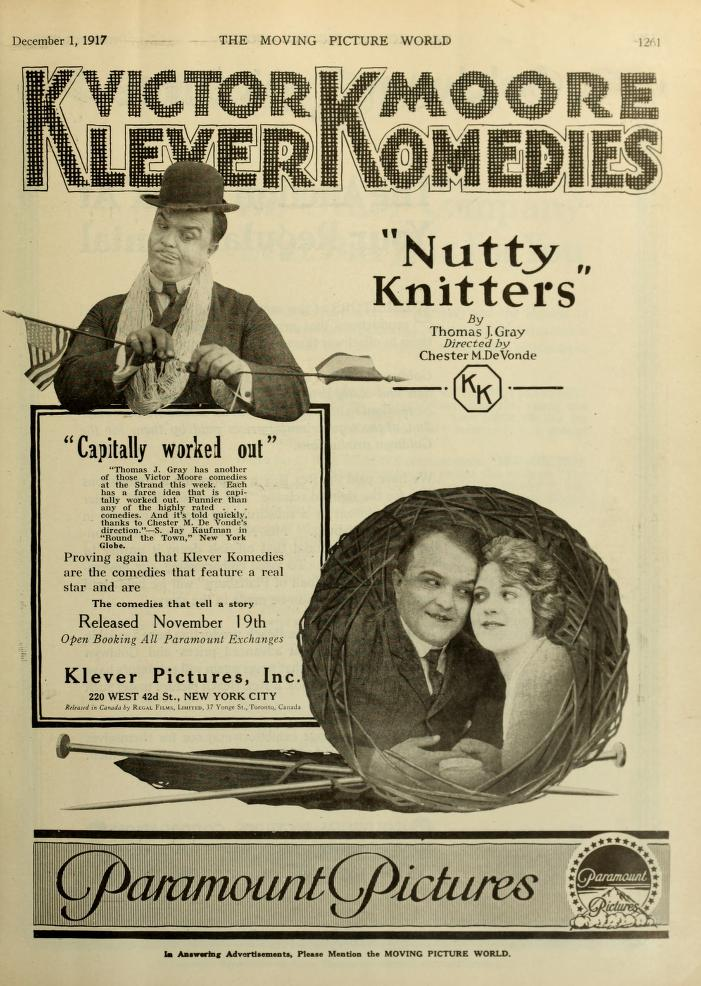
Victor Moore in Nutty Knitters (1917)

Victor Frederick Moore (* 24. Februar 1876 in Hammonton, New Jersey; † 23. Juli 1962 in East Islip, New York) war ein US-amerikanischer Schauspieler, Komiker sowie Regisseur und Autor.

## Karriere
Victor Moore begann seine Schauspielkarriere bereits im Jugendalter als Vaudeville-Darsteller, allerdings in den ersten Jahren mit wenig Erfolg. Im Januar 1906 gab er sein Debüt am Broadway in der Musikkomödie Forty-five Minutes from Broadway, wo er in den folgenden Jahrzehnten noch in weiteren Komödien spielen sollte. Das Markenzeichen des kleinen, rundlichen Komödienschauspielers war eine Mischung aus Zähigkeit und Schwermut.
Im Jahre 1915 absolvierte er sein Filmdebüt im Stummfilm Snobs und spielte noch im selben Jahr die Hauptrolle in der von Cecil B. DeMille inszenierten Komödie Chimmie Fadden. Der vielleicht größte Erfolg seiner frühen Filmkarriere war das Drama The Clown (1916), diesmal unter Regie von Cecil B. DeMilles älterem Bruder William. Im selben Jahr versuchte sich Moore selbst als Regisseur In Society and Out, doch es sollte seine einzige Regiearbeit bleiben. Nachdem er in den Jahren 1917 und 1918 zahlreiche Kurzfilme gedreht hatte, kehrte Moore wieder zum Theater zurück. In den 1920er-Jahren hatte er erneut Auftritte am Broadway: Er spielte in Erfolgsstücken wie Oh, Kay! (1927), Of Three I Sing (1931) und Let ’Em Eat Cake (1933). Durch diese Stücke wurde Moore mit über 50 Jahren zum Theaterstar.
Mit dem Beginn des Tonfilmes setzte Moore ab 1930 seine Filmkarriere ebenfalls fort. Er spielte vor allem in Komödien und Musicalfilmen, besonders häufig in der Rolle des komischen Alten. So hatte er 1936 eine größere Nebenrolle an der Seite von Fred Astaire und Ginger Rogers in deren Tanzfilm Swing Time unter Regie von George Stevens. Zumeist in komödiantischen Rollen eingesetzt, bildete Moores Hauptrolle in Leo McCareys hochgelobtem Filmdrama Kein Platz für Eltern aus dem Jahr 1937 eine Ausnahme: Hier spielte er einen kauzigen, aber gutherzigen Buchhalter, der wegen seines Alters keine neue Arbeitsstelle finden kann und nun wegen finanzieller Probleme von seiner Frau in schmerzhafter Trennung leben muss. 1952 spielte Moore die Hauptrolle eines Friedensrichters in der mit zahlreichen Stars besetzten Komödie Wir sind gar nicht verheiratet. Seinen letzten von über 70 Filmauftritten hatte er in Billy Wilders Komödie Das verflixte 7. Jahr (1955) als Klempner, der die feststeckende Marilyn Monroe aus ihrer Badewanne befreit. 
Neben seiner Film- und Theaterarbeit war Moore außerdem regelmäßig mit Jimmy Durante in dessen Radioshow zu hören. Nach seinem letzten Broadway-Auftritt im Jahre 1957 zog sich Moore zunehmend ins Privatleben zurück.

## Privatleben und Ehrungen
Victor Moore heiratete im Jahre 1902 die Schauspielerin Emma Littlefield, mit welcher er über viele Jahre ein Duo im Showbusiness bildete. Moore und Littlefield hatten drei Kinder: Victor Jr. (* 1910), Ora (* 1919) und Robert (* 1921). Nach Emmas Tod im Jahre 1934 heiratete Moore erneut, nämlich 1942 im Alter von 66 Jahren die zu diesem Zeitpunkt erst 22 Jahre alte Shirley Paige. Die Ehe sorgte wegen des Altersunterschiedes für einige Aufregung, dennoch blieben sie bis zu Moores Tod verheiratet. Er verstarb 1962 im Alter von 86 Jahren an einem Herzinfarkt und wurde auf dem Cypress Hills Cemetery in Brooklyn beigesetzt. 
Der beliebte Komiker wurde noch zu Lebzeiten mit einem Stern auf dem Hollywood Walk of Fame geehrt. Heute ist eine kleine Straße in Queens mit einem Busbahnhof und mehreren Geschäften nach Moore benannt, die The Victor Moore Arcade.

## Filmografie (Auswahl)
- 1915: Snobs
- 1915: Chimmie Fadden
- 1916: The Clown
- 1925: The Man Who Found Himself
- 1934: Romance in the Rain
- 1936: Swing Time
- 1936: Gold Diggers of 1937
- 1937: Kein Platz für Eltern (Make Way For Tomorrow)
- 1941: Louisiana Purchase
- 1942: Star Spangled Rhythm
- 1943: Riding High
- 1945: Broadway Melodie 1950 (Ziegfeld Follies)
- 1945: It’s in the Bag!
- 1947: Ein Leben wie ein Millionär (It Happened on 5th Avenue)
- 1948: On Our Merry Way
- 1949: Kuß im Dunkeln (Kiss in the Dark)
- 1952: Wir sind gar nicht verheiratet (We're not Married)
- 1955: Das verflixte 7. Jahr (The Seven-Year-Itch)